# Miles College
Miles College es una universidad privada históricamente para negros en Fairfield, Alabama. Fundada en 1898, está asociada con la Iglesia Episcopal Metodista Cristiana (Iglesia CME) y miembro del United Negro College Fund.

## Historia

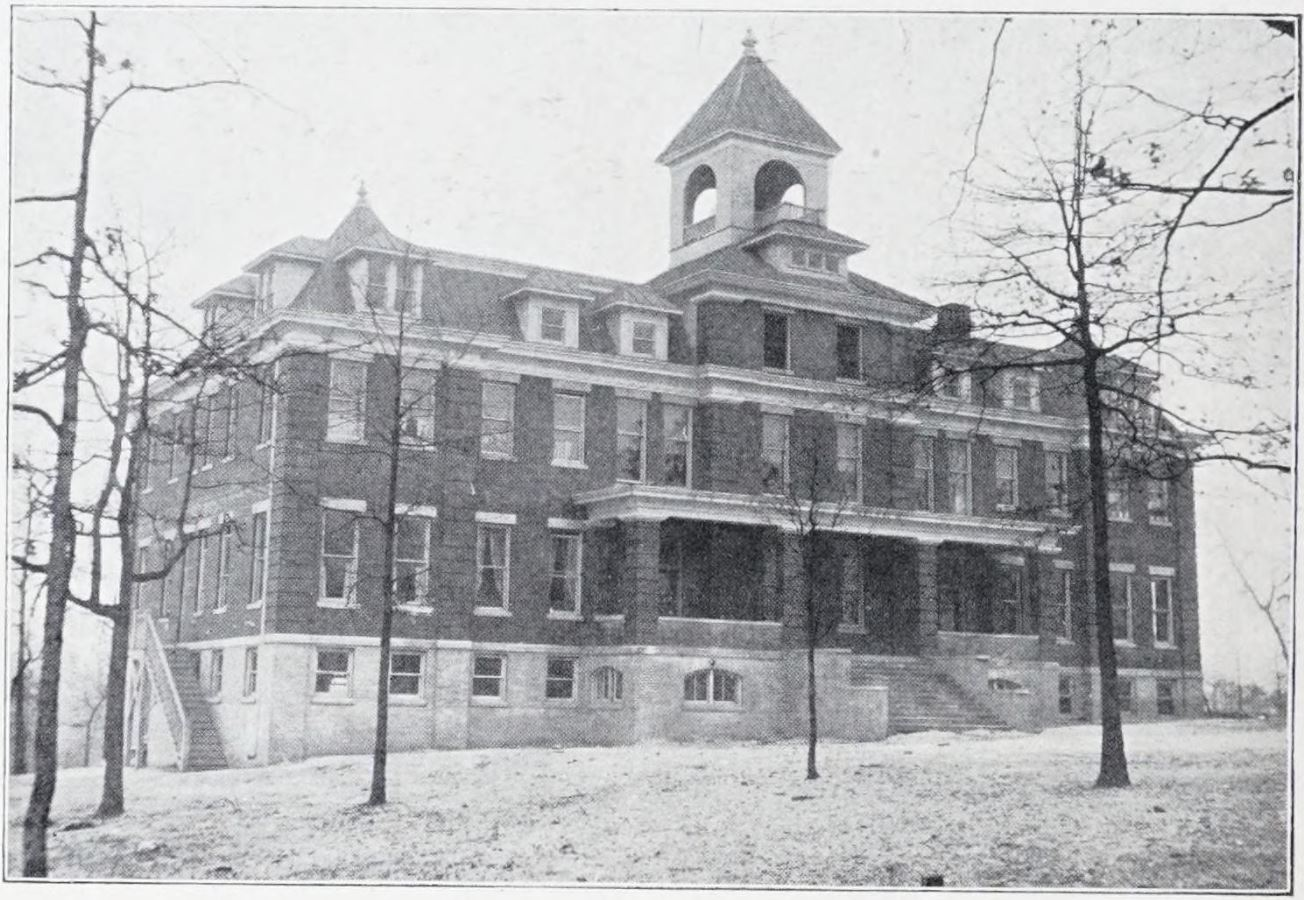
El colegio, c. 1910

Miles College inició sus esfuerzos de organización en 1893 y fue fundado en 1898 por la Iglesia Episcopal Metodista de Color (ahora la Iglesia Episcopal Metodista Cristiana). Fue fundado como Miles Memorial College, en honor al obispo William H. Miles.  El obispo Miles nació como esclavo en Kentucky y luego fue liberado (aunque las fuentes no están de acuerdo con la fecha).  En 1911, el Miles College otorgó sus primeros títulos de licenciatura. 
Originalmente estaba ubicado en el antiguo campus de Booker City High School en Booker City, Alabama.  En 1907, la universidad se mudó de Booker City a su campus actual en Fairfield, Alabama, aproximadamente seis millas al oeste del centro de Birmingham. 
La escuela pudo sobrevivir a la Gran Depresión con la ayuda del presidente de la universidad durante dos mandatos, William Augustus Bell.  En 1941 se cambió el nombre de Miles Memorial College a Miles College.  

### Historia moderna
En enero de 2020, Charles Barkley, nativo de Alabama, donó 1 millón de dólares a Miles College, bajo la dirección de la primera mujer presidenta, la Dra. Bobbie Knight. La donación de Barkley es la mayor donación de una sola persona que la escuela haya recibido jamás. El Dr. Knight dijo que la donación impulsará los esfuerzos para recaudar 100 millones de dólares. 

## Presidentes
- L. L. Wilson, –1904
- R. S. Williams, –1907
- James Albert Bray, 1907–1912
- William Augustus Bell, 1912–1913
- John Wesley Gilbert, 1913–1914
- George A. Payne, 1914–1918
- Robert T. Brown, 1918–1922
- George L. Word, 1922–1926
- Mack Burley, 1926–1931
- Brooks Dickens, 1931–1936
- William Augustus Bell, 1936–1961
- Lucius Holsey Pitts, 1961–1971[5]
- W. Clyde Williams, 1971–1986
- Leroy Johnson, 1986–1989
- Albert Sloan, 1989–2005
- George T. French Jr., 2006–31 de agosto de 2019
- Bobbie Knight (interim), 1 de agosto de 2019–5 de marzo de 2020
- Bobbie Knight, 5 de marzo de 2020– present

## Académica
Miles está acreditado por la Comisión de Universidades de la Asociación de Universidades y Escuelas del Sur (para la concesión de títulos de licenciatura), el Departamento de Educación del Estado de Alabama y el Consejo de Educación en Trabajo Social. Miles College ofrece 25 títulos de licenciatura en las siguientes divisiones: Negocios y Contabilidad, Comunicaciones, Educación, Humanidades, Ciencias Naturales y Matemáticas, Ciencias Sociales y del Comportamiento. Miles College es una de las 41 escuelas del país con un Centro de Excelencia Académica bajo la oficina del director de Inteligencia Nacional. 
Miles ofrece 28 programas de licenciatura en seis divisiones académicas para una matrícula de aproximadamente 1700 estudiantes y también ofrece un programa de honores para estudiantes universitarios con expedientes académicos excepcionales.

## Instalaciones
Miles College compró el sitio del Hospital Lloyd Noland, que duplicó con creces el tamaño del campus. La universidad completó la construcción de un nuevo centro de actividades y comedor para estudiantes, un nuevo centro de bienvenida y admisiones y una nueva residencia universitaria con 204 camas. Parte del campus figura en el Registro Nacional de Lugares Históricos. 
El Sloan Alumni Stadium, que lleva el nombre del decimotercer presidente de la universidad, Albert JH Sloan II, se amplió recientemente para incluir un campo Environ-Turf de $1 millón.

## Actividades estudiantiles
Las organizaciones para estudiantes incluyen la Asociación de Gobierno Estudiantil, el Plan de Estudios de Honores, clubes académicos, organizaciones religiosas, organizaciones del Consejo Nacional Panhelénico, clubes de interés general, un coro de góspel y un coro de concierto.

### Estación de radio
La escuela operaba una estación de radio, WMWI FM 88.7. Se estableció en 2009 y obtuvo licencia para prestar servicios en Demopolis, Alabama.  Salió del aire en 2019 y su licencia fue cancelada en diciembre de 2023.

### Banda de marcha
La banda de Miles College se conoce como Purple Marching Machine (PMM). The Purple Marching Machine se estableció en 1996, bajo la dirección del Prof. Arthur Means, Jr. Actualmente hay casi 200 miembros en la banda y está bajo la dirección de Willie Snipes Jr. PMM ha actuado en el Desfile del Día de Acción de Gracias de Macy's. Numerosas batallas de las bandas, y para los Atlanta Falcons. PMM está acompañado por la línea de baile Golden Stars y la escolta de Steaming Flags. 

### Atletismo
El programa de atletismo de Miles College compite en la Conferencia Atlética Intercolegial del Sur (SIAC) de la División II de la NCAA. El programa cuenta con deportes masculinos y femeninos que incluyen: baloncesto, fútbol americano, voleibol, atletismo, béisbol, softbol, campo a través y golf. Su mascota son los osos dorados. 